# Pulido
El pulido o pulimentado (del latín politus y este de polire, pulir, suavizar, decorar, embellecer) es la acción y el efecto de alisar y dar lustre y tersura a un objeto, hasta dotarlo de una superficie satinada o brillante. Los procedimientos para conseguirlo son distintos procesos industriales, como la abrasión (manual o mecánica) o el endurecimiento por deformación (con la utilización de un bruñidor).

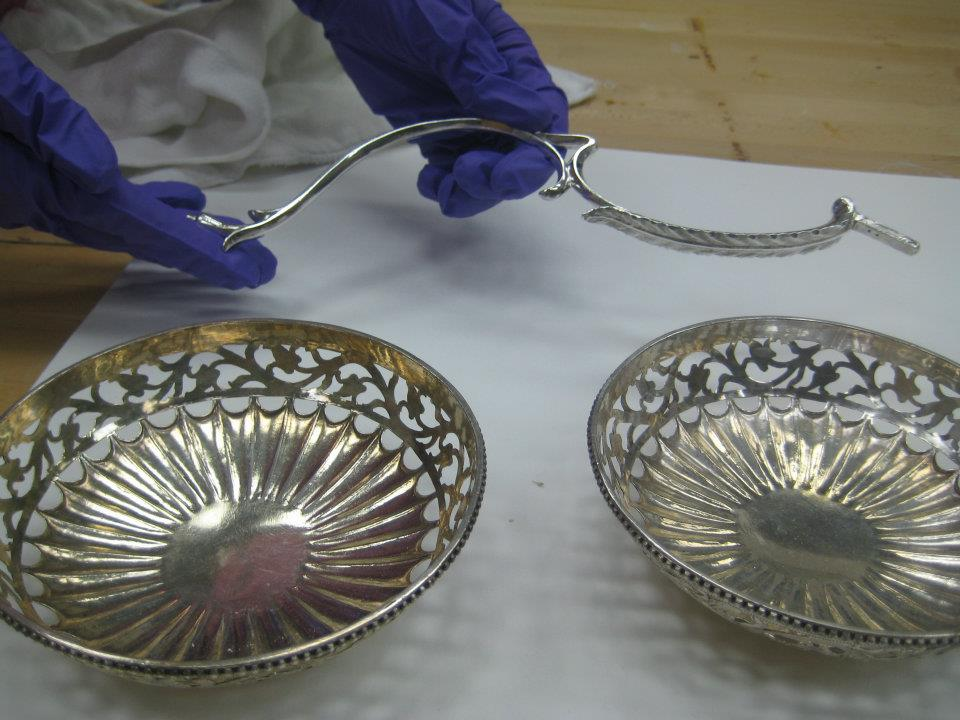
Piezas artesanales de plata pulida y no pulida.

## Pulido de metales

### Mecánica y metalurgia

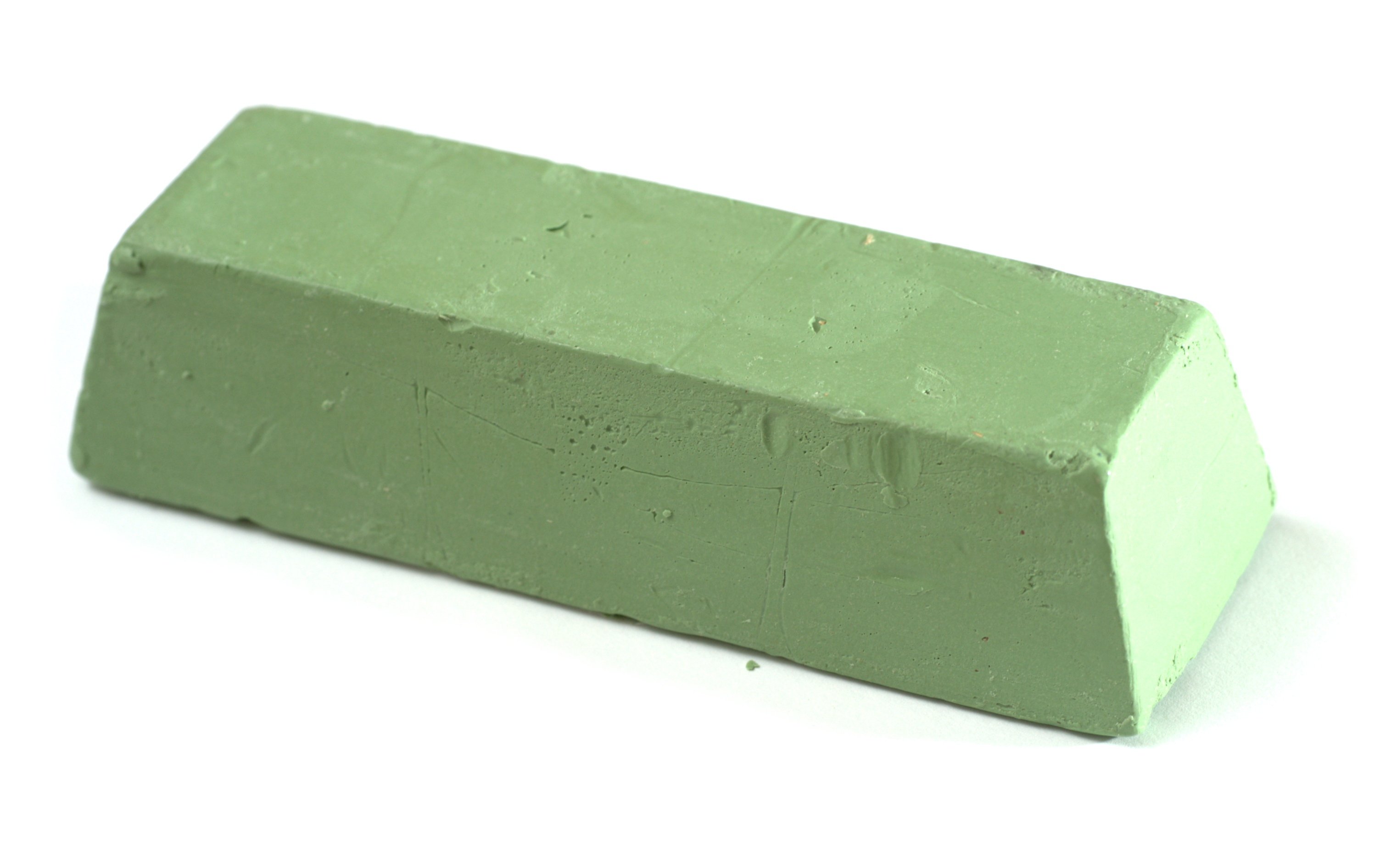
Pasta para el pulido de metales.

El pulimentado es una componente del acabado de piezas de todo tipo de material (metálico, plásticos, madera...) con el propósito de obtener un aspecto agradable o estado de superficie de alta calidad, caracterizado por la rugosidad, el brillo o el lustre.
El pulimentado puede ser manual o robotizado.

### Metalografía
El pulimentado es la etapa principal de la metalografía (método de observación de la estructura del metal).

El pulimentado electrolítico se hace generalmente con un ácido o una mezcla de ácidos (denominada "salsa" -sauce-) dependiendo del metal a pulimentar, y se aplica una tensión eléctrica del orden de varios voltios. Es necesario tomar precauciones propias de la seguridad en laboratorio.

## Pulimentado del vidrio
En óptica, las lentes y los espejos para todo tipo de usos (por ejemplo, en astronomía) se obtienen por pulimentado de bloques de vidrios especiales. El acabado de la superficie inferior a 1/10 de micron se puede obtener incluso por aficionados frotando dos bloques de vidrio uno contra otro con abrasivos cada vez más finos.

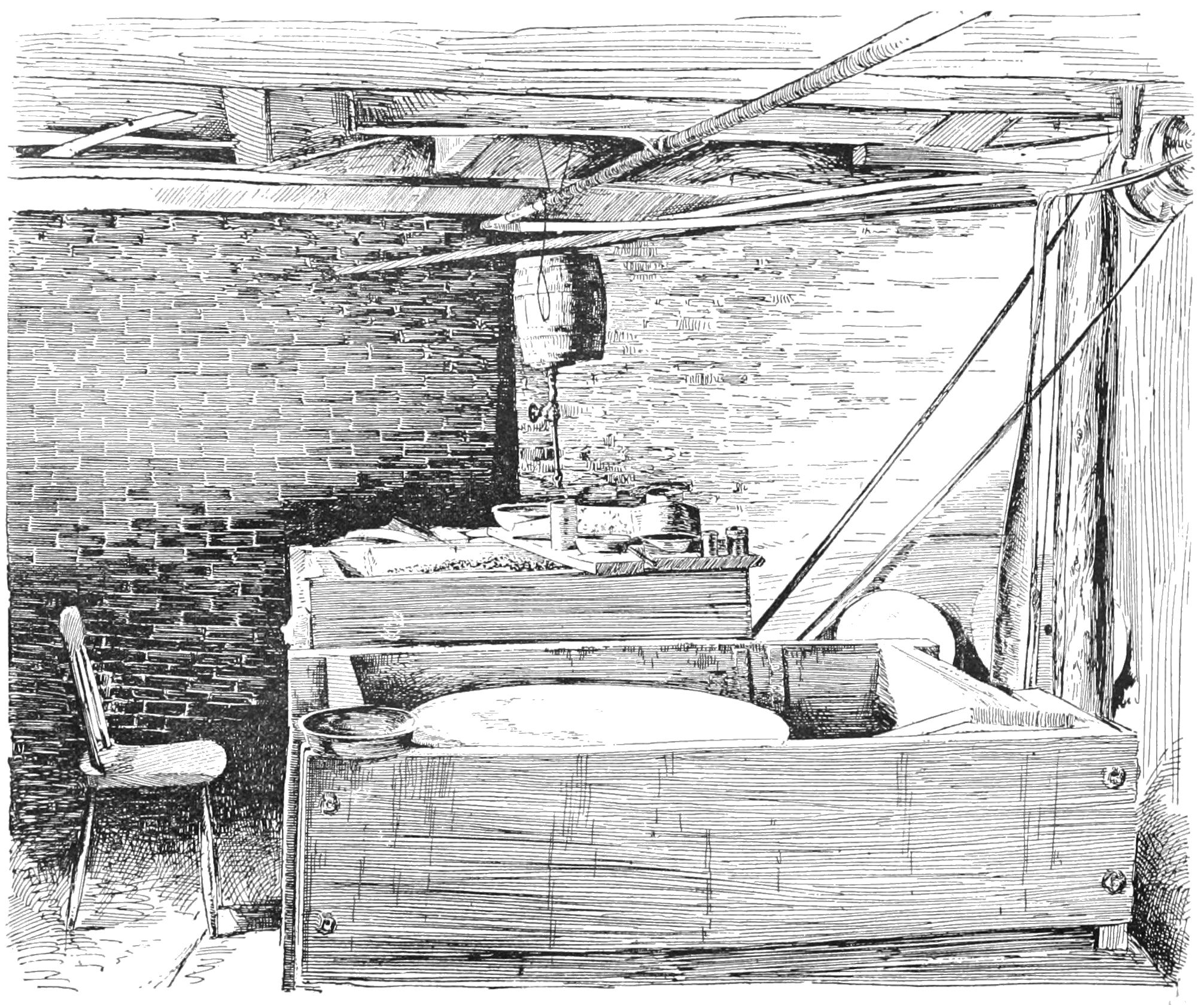
Taller de pulimentado de lentes de telescopio, Popular science monthly v.39, 1891.
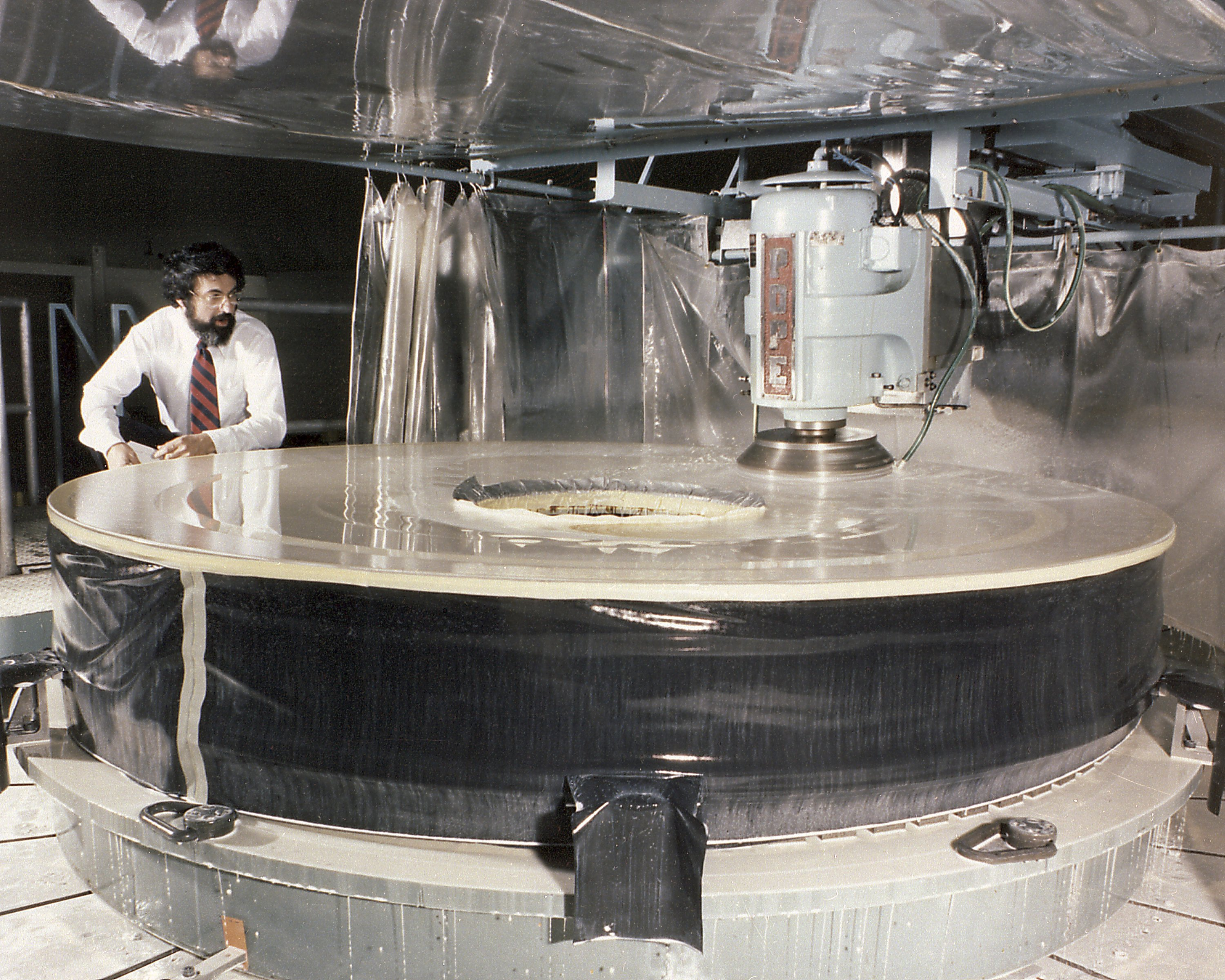
Pulimento de las lentes del telescopio espacial Hubble.

## Pulido de la piedra

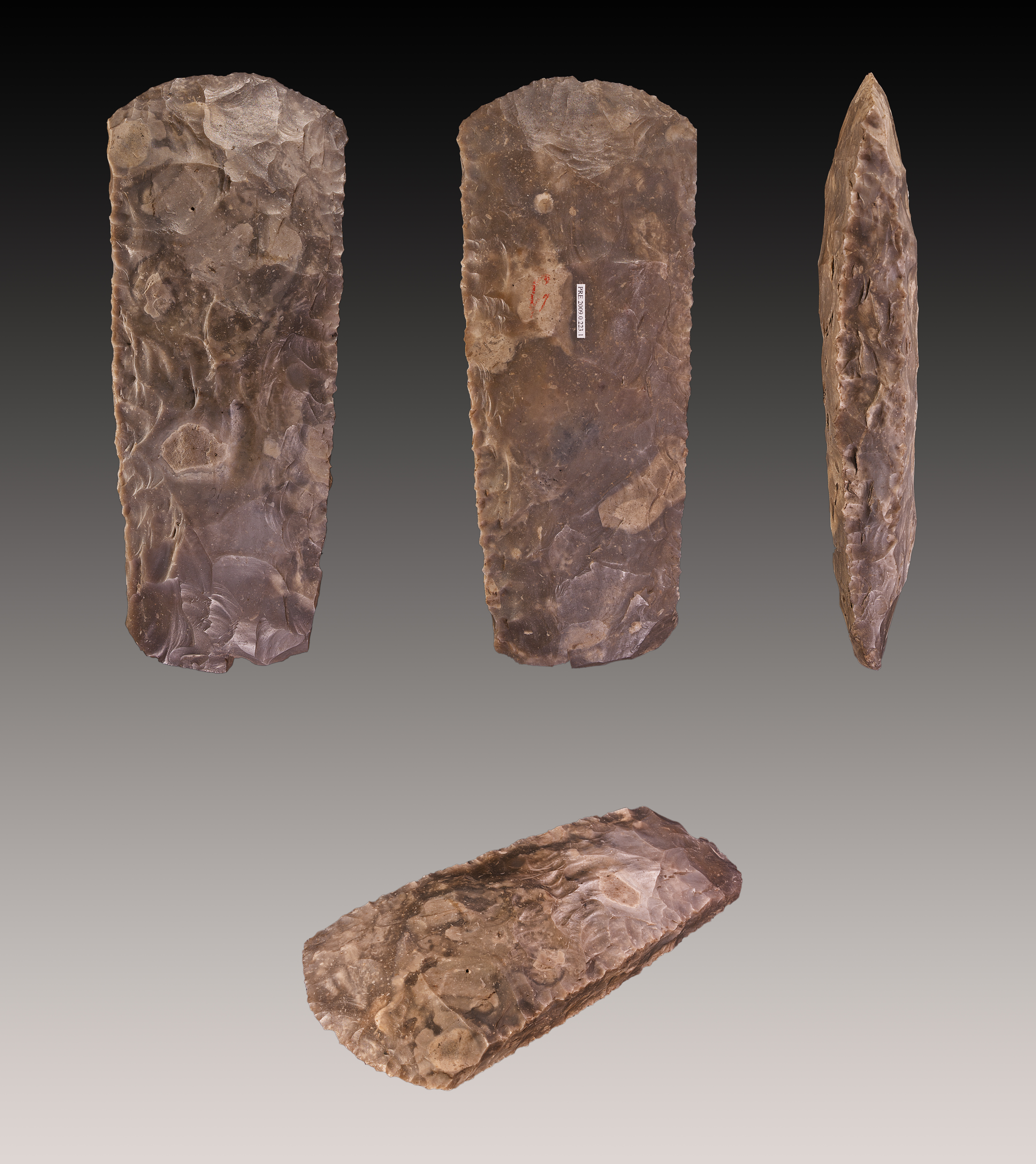
Preforma de hacha antes del pulimentado.
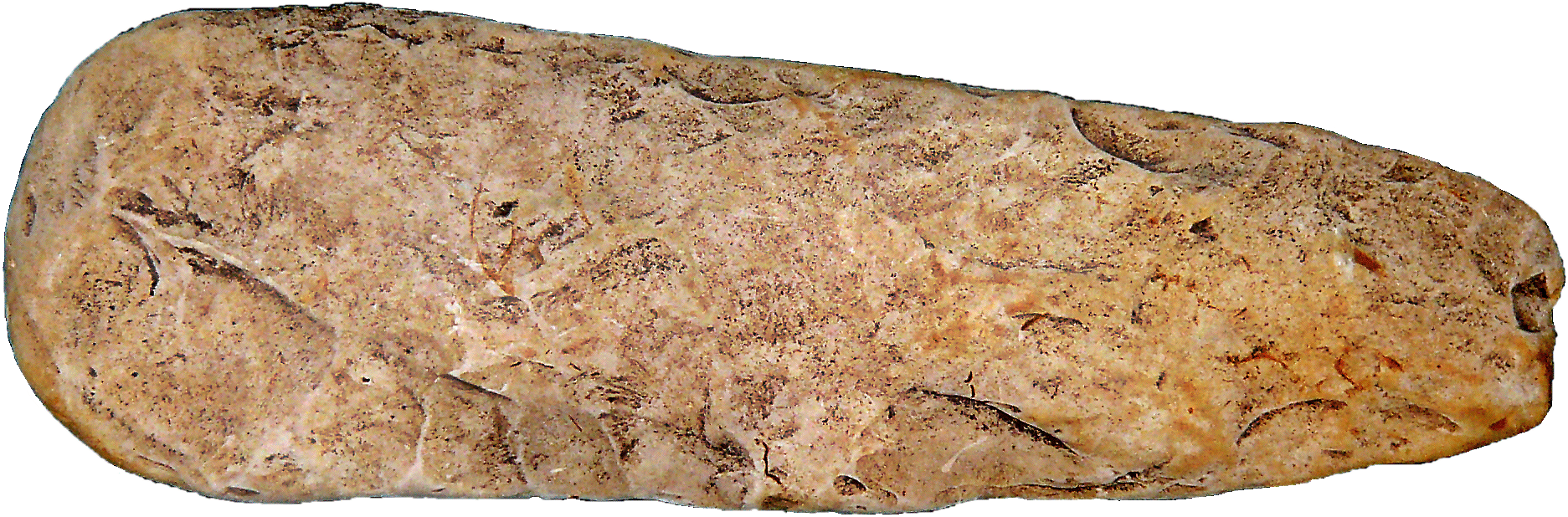
Hacha parcialmente pulimentada: la fase de conformación es todavía perceptible.
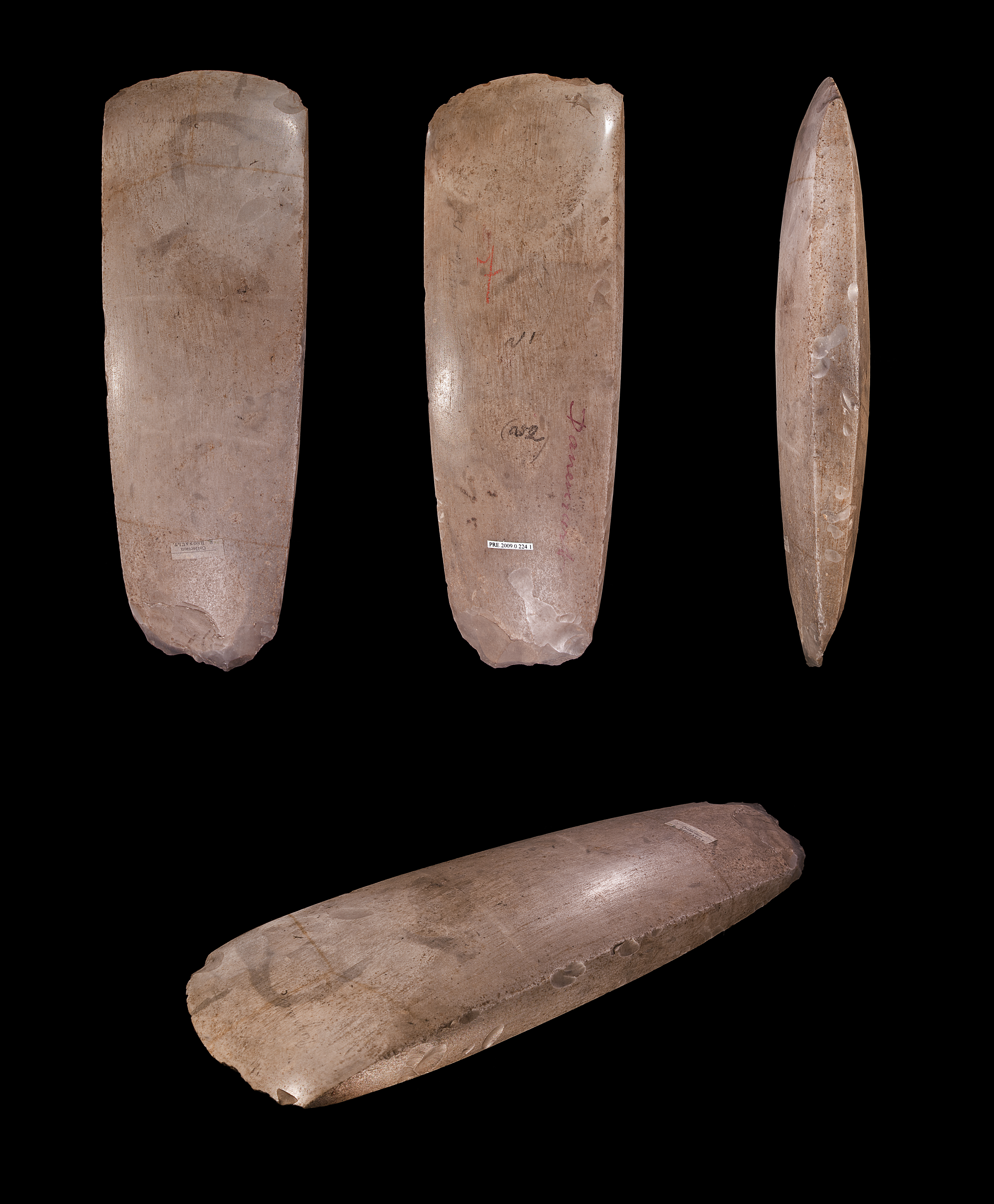
Hacha neolítica.

### Pulimentado del mármol
El pulimentado del mármol es de vital importancia para su uso en esculturas y elementos arquitectónicos desde la Antigüedad. El pulido de las estatuas de mármoles confía generalmente a obreros marmolistas. Pero el estatuario debe vigilar este trabajo con cuidado. Las finezas de toque desparecen fácilmente bajo la acción de la piedra pómez. 
También los escultores de la antigüedad pulimentaban con cera alguna de sus obras. Las estatuas de mármol cuyo pulimento quiere conservarse, se cubren con una ligera capa de barniz.

### Pulimentado de piedras preciosas

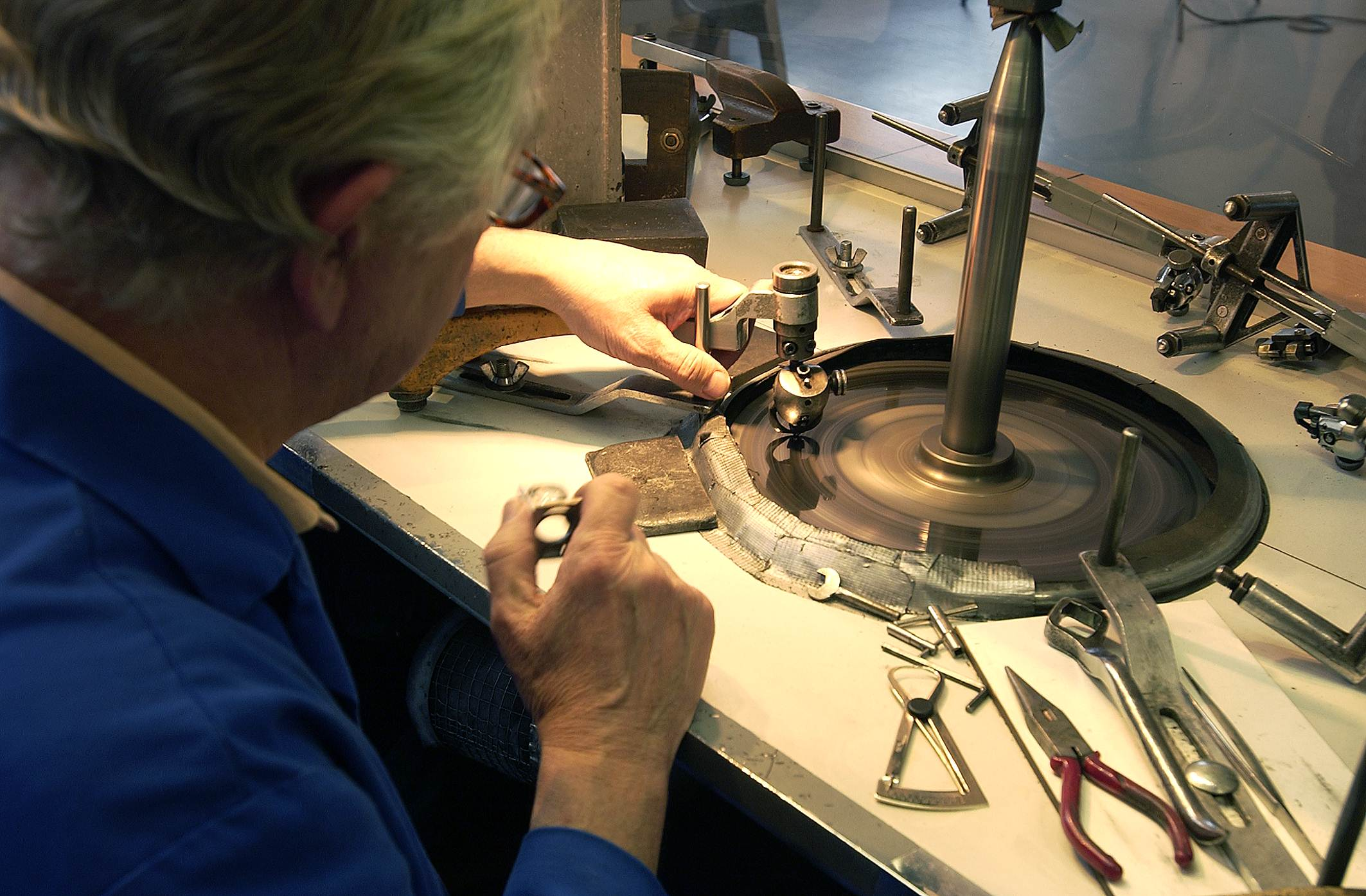
Pulimentado de diamantes.

## Barniz
Barniz de pulimento es el que, tras secarse, es tan duro que puede pulimentarse.

## Otros ámbitos donde se usan técnicas de pulimentado
- Joyería
- Bisutería
- Orfebrería
- Relojería
- Artesanía del hierro
- Fundición
- Ebanistería
- Odontología

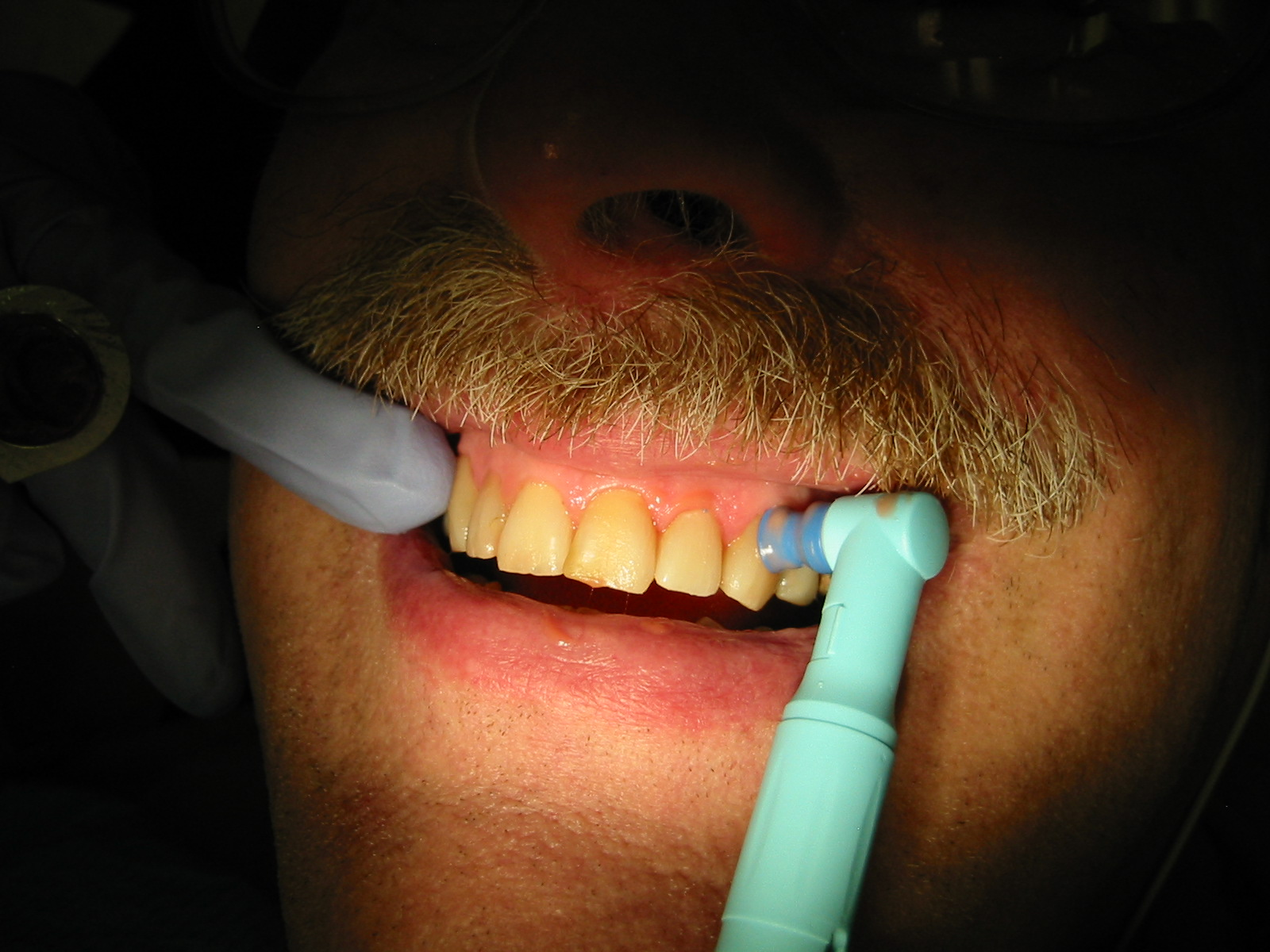
Pulimento dental.
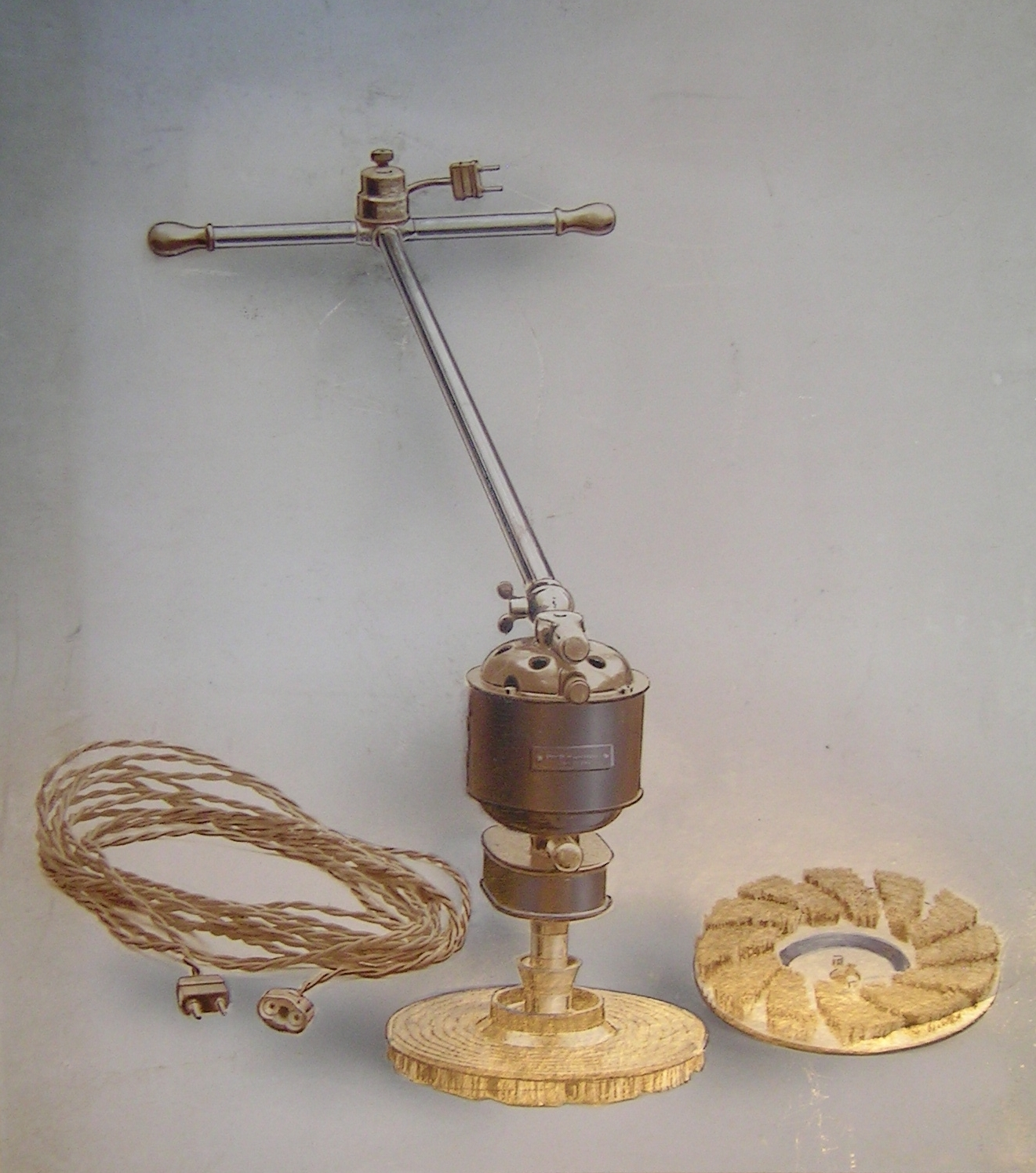
Pulimento del pavimento.

## Herramientas y materiales
- Pulidora de hielo
- Máquina pulidora de cuero
- Bruñidor
- Fresadora
- Esmeril angular
- Lima
- Papel de lija
- Esmeril
- Brasso